# Бонн
Бонн (нем. Bonn) — город в Германии, в земле Северный Рейн-Вестфалия, на реке Рейне. Население — 318 809 чел., занимает 19-е место по количеству жителей в стране. С 3 ноября 1949 по 3 октября 1990 года — столица Федеративной Республики Германия.
Период, в течение которого Бонн был столицей Западной Германии, историки часто называют Боннской республикой. После объединения Германии в 1990 году столицей единого государства стал Берлин. В настоящее время Бонн остаётся крупным политическим центром Германии, где на постоянной основе остался ряд федеральных ведомств, имеет статус федерального города.
В Бонне родился немецкий композитор Людвиг ван Бетховен.

## История
История Бонна начинается с римских времён. В 11 году до н. э. Бонн стал лагерем древнеримского войска и здесь была возведена крепость Castra Bonnensia. Именно с того времени, вероятно, происходит название города (Bonna), возможно, связанное с названием местного кельтского племени эбуронов. В позднюю античность город был захвачен варварами, но всё же некоторые части города уцелели как, например, Münster basilica. В Бонне было найдено древнейшее в Рейн-Вестфалии упоминание о существовании этого города, датированное приблизительно 30 г. до н. э. Но археологи считают, что на территории Бонна были поселения 14000-летней древности.
- 11 до н. э. — основание города.
- 804 — первое упоминание о поселении villa basilica на месте Боннского укрепления.
- 1000 — приблизительное время появления названия Бонн.
- 1244 — топографическое развитие города во времена архиепископа Конрада.
- 1288 — основание городского совета, появление правосудия.
- 1289 — после битвы при Воррингене Бонн становится резиденцией правителя архиепископства Кёльнского.
- 1542—1546 — попытки реформации курфюрста Германа фон Вида.
- 1583—1587 — попытки реформации Гебхарда фон Вальдбурга.
- 1597 — город становится культурной резиденцией тогдашней Германии.
- 1597—1794 — Бонн был резиденцией Кёльнского архиепископа.
- 1715 — начало перестройки резиденции барокко в Бонне.
- 1770 — рождение Людвига ван Бетховена.
- 1786 — основание университета в Бонне.
- 1794—1815 — французская оккупация.
- 1798 — закрытие университета.
- 1815—1945 — в составе Пруссии, позднее Германии.
- 1818 — воссоздание Рейнского университета Фридриха-Вильгельма.
- 1844 — открытие железной дороги Кёльн-Бонн.
- 1845 — установка памятника Бетховену и проведение первого фестиваля в его честь.
- 1904 — присоединение к Бонну Доттендорфа, Кессениха[нем.], Поппельсдорфа и Эндениха.
- 1914 — обнаружение «человека из Оберкасселя[нем.]»
- 1918 — первая воздушная атака на Бонн.
- 1918—1926 — Бонн оккупирован войсками Антанты.
- 1926 — основание педагогической академии.
- 1949 — открытие моста Кеннеди через Рейн между Бонном и Бойелем (Beuel); Бонн становится столицей ФРГ.
- 1969 — расширение территории Бонна. В состав нового Бонна вошли: Бонн, Бад-Годесберг, Бойель (Beuel), часть Дуйсдорфа.
- 1989 — двойной юбилей Бонна — 2000 лет городу, и сорок лет Бонн — столица.
- 1994 — закон о переносе министерств в Берлин.

Начиная с 1998 года федеральные министерства и ведомства страны начали переезжать в новую столицу Германии — Берлин. Бундестаг, канцлер и президент также переместились в Берлин. Некоторые федеральные ведомства по-прежнему остаются в Бонне.

## Административное деление
Делится на четыре района: Бад-Годерсберг (юг), Бойель (восток), Бонн (центр), Хардтберг (запад).

## Транспорт

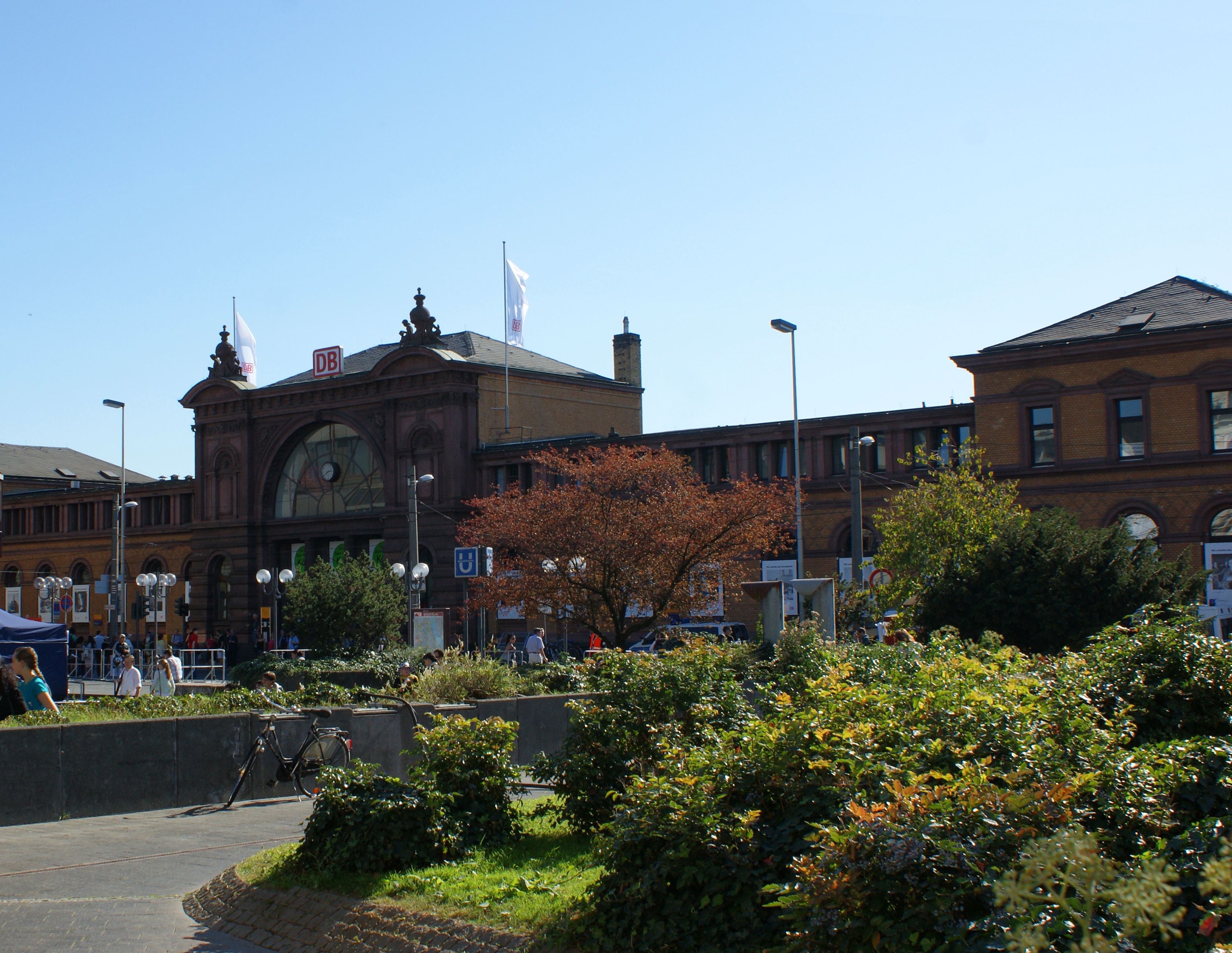
Главный железнодорожный вокзал

В городе есть речной порт, аэродром, железнодорожная станция. Промышленность: металлообрабатывающая, текстильная, фарфоро-фаянсовая, мебельная, полиграфическая.
Город имеет свою трамвайную систему, которая является комбинированной, состоящей из линий скоростного трамвая (штадтбан) и линий обычного трамвая. Боннский штадтбан связан двумя линиями со штадтбаном Кёльна. Функционируют маршруты 16 и 18, которые являются междугородными и имеют кёльнскую нумерацию. В боннском штадтбане имеются два постоянных маршрута 63 и 66, а также два временных маршрута 67 и 68, работающих по будням в час пик. Маршруты 66 и 67 соединяют Бонн с г. Зигбург. Маршруты 18 и 68 соединяет Бонн с г. Борнхайм. Маршрут 66 соединяет Бонн с г. Бад Хоннеф. В боннском штадтбане имеется 54 станции, из которых 13 подземных. Также в Бонне имеются три маршрута обычного трамвая: два постоянных 61 и 62 и один временный 65, работающий в будни в час пик. Маршруты обычного трамвая частично используют линии штадтбана.
Ближайший аэропорт — международный аэропорт Кёльн/Бонн.

## Культура
Бонн считается книжной столицей Германии. Здесь расположены 64 библиотеки, 32 книжных магазина и 10 букинистических лавок.

### Образование
Главное учебное заведение города — Боннский университет. В 1697 году по приказу боннского курфюрста Йозефа-Клеменса был заложен фундамент новой резиденции правителей. Позднее резиденция курфюрстов превратилась во Дворец выборов, а в начале XIX века, после присоединения к Пруссии прирейнских земель — была отдана университету. В Боннском университете учились Карл Маркс (1835—1836), Фридрих Ницше (1864—1865), кайзер Вильгельм II (1877—1879).
Среди других учебных заведений города — Консерватория и Педагогическая академия.

## Достопримечательности

### Монастырь-базилика
Монастырь-базилика святого Мартина является символом Бонна. Впервые он был изображён на гербе города ещё в XIII веке. Базилика была заложена на месте захоронения покровителей города, мучеников Кассия и Флоретия. С веками небольшое культовое сооружение конца римского периода превратилось в образец средневековой архитектуры. Сегодня церковь имеет вид, подобный тому, что был в XI—XIII веках, где элементы романского и готического стилей гармонично соседствуют и сливаются в монолитное целое.

### Рыночная площадь

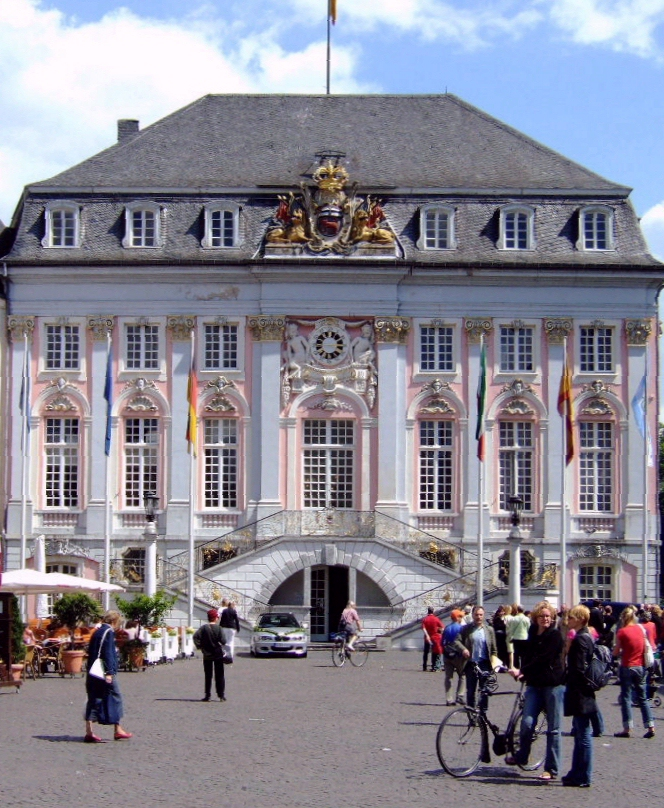
Старая ратуша (вид с площади)

История центральной площади города ведётся с XI века, когда Бонн был торговым поселением. Около 1550 года на площади был устроен фонтан, разрушенный в 1689 году при обстреле площади и вновь созданный в 1777 году. В XVIII веке по приказу курфюрста Клеменса Августа его придворным архитектором Мишелем Левейлли на площади была возведена ратуша — ныне она используется для приёмов и торжественных мероприятий, тогда как для служебных функций было выстроено новое здание.

### Музеи
- Художественный музей
- Рейнский региональный музей
- Немецкий музей
- Федеральный выставочный зал («Бундескунстхалле»)
- «Дом Бетховена» — дом, где родился Людвиг ван Бетховен

### Человек из Оберкасселя

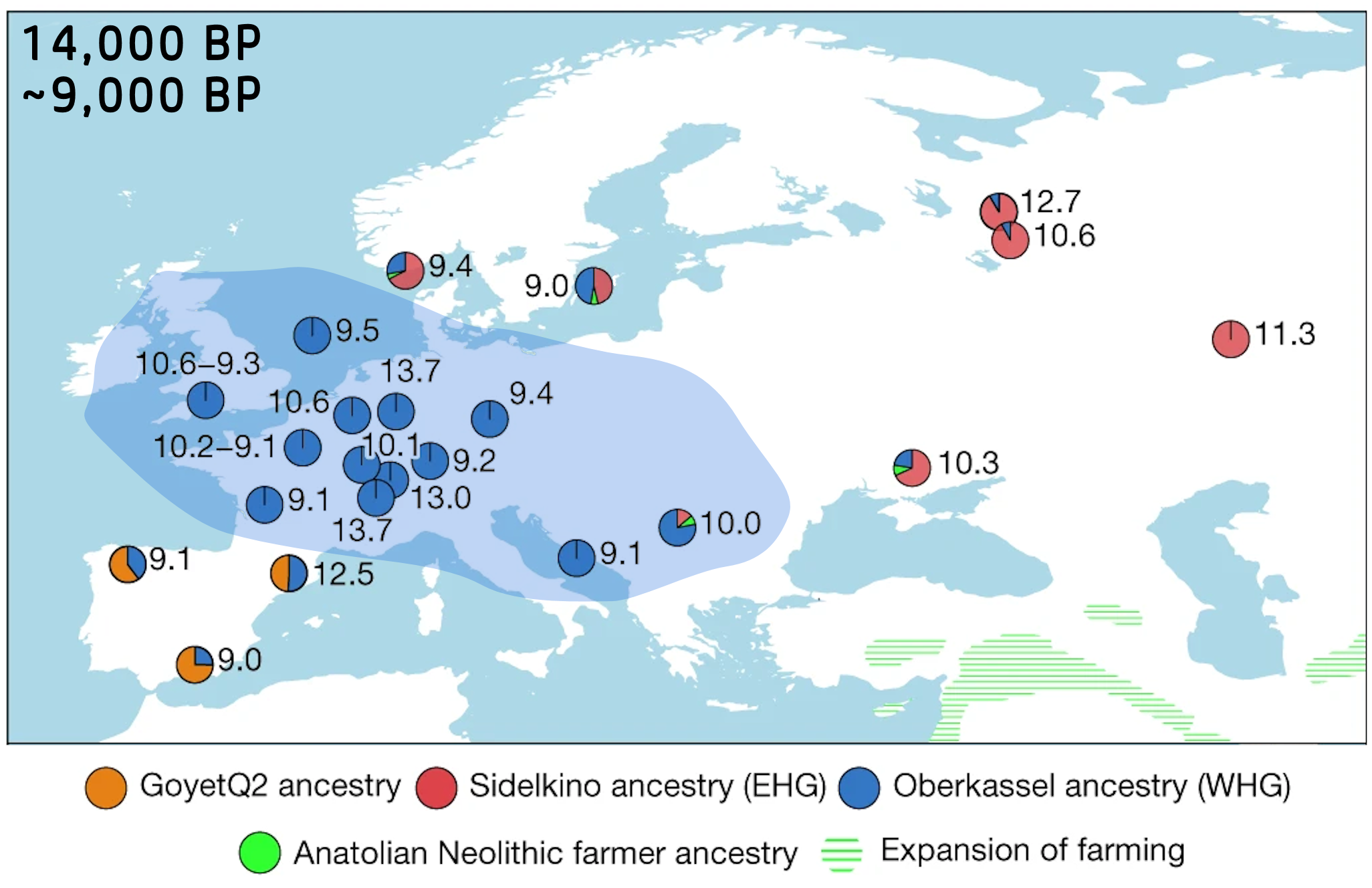
Генетическое происхождение охотников-собирателей в Европе между 14 и 9 тыс. л. н., основная территория западных охотников-собирателей (WHG) выделена синим цветом

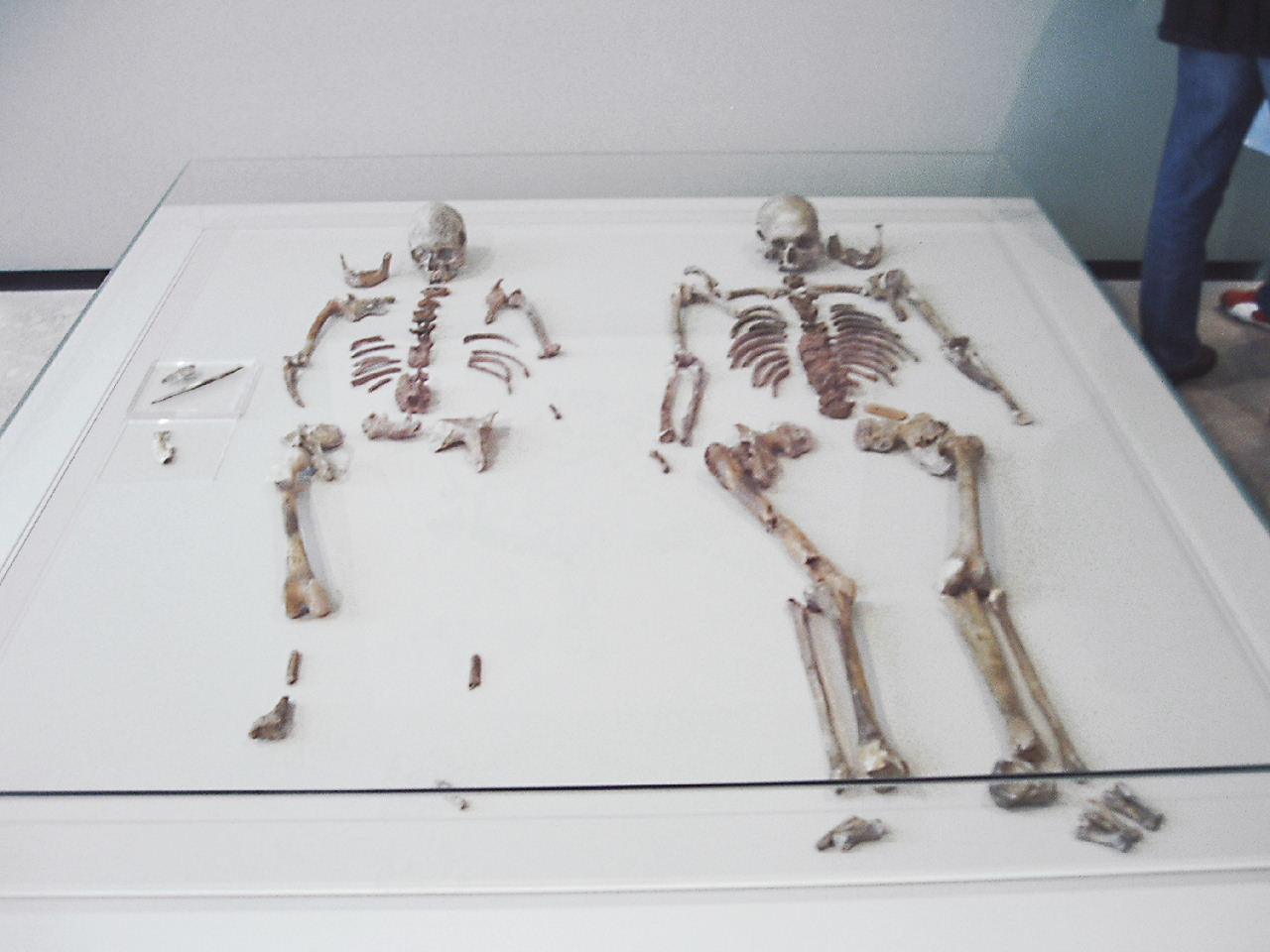
Скелеты из местности Оберкассель в Бонне, ок. 11 000 лет до н. э.

В 1914 году в Оберкасселе в районе Бойель в каменоломне были найдены скелетные останки кроманьонцев и двух собак вместе с каменными орудиями мадленской культуры позднего палеолита (двойная могила в Оберкасселе). Особенности мужского посткраниального скелета из Оберкасселя, которые являют собой противоположный Костёнкам-14 вариант, тоже низкорослый, но с очень большим весом и большой плотностью тела. По мужскому черепу иногда выделяют оберкассельскую расу, но тогда женский череп не попадает в неё, что недопустимо. По данным палеогенетики у жившего 13 400 л. н. кроманьонца из Оберкасселя была митохондриальная гаплогруппа U (субклад U5b1).

## Города-побратимы
- Авейру, Португалия
- Белфаст, Великобритания
- Будафок[англ.], Венгрия[18]
- Бухара, Узбекистан[18][19]
- Джокьякарта, Индонезия
- Ла-Пас, Боливия[18]
- Минск, Беларусь (с 1993)[18][20]
- Оксфорд, Великобритания[18][21]
- Ополе, Польша[18][22]
- Потсдам, Германия[18][23]
- Тель-Авив, Израиль[18][24]